# Étang d'Arbu
L'étang d'Arbu est un lac des Pyrénées françaises situé au nord-ouest de l'ancienne commune de Vicdessos dans le département de l'Ariège, en région Occitanie.

## Géographie

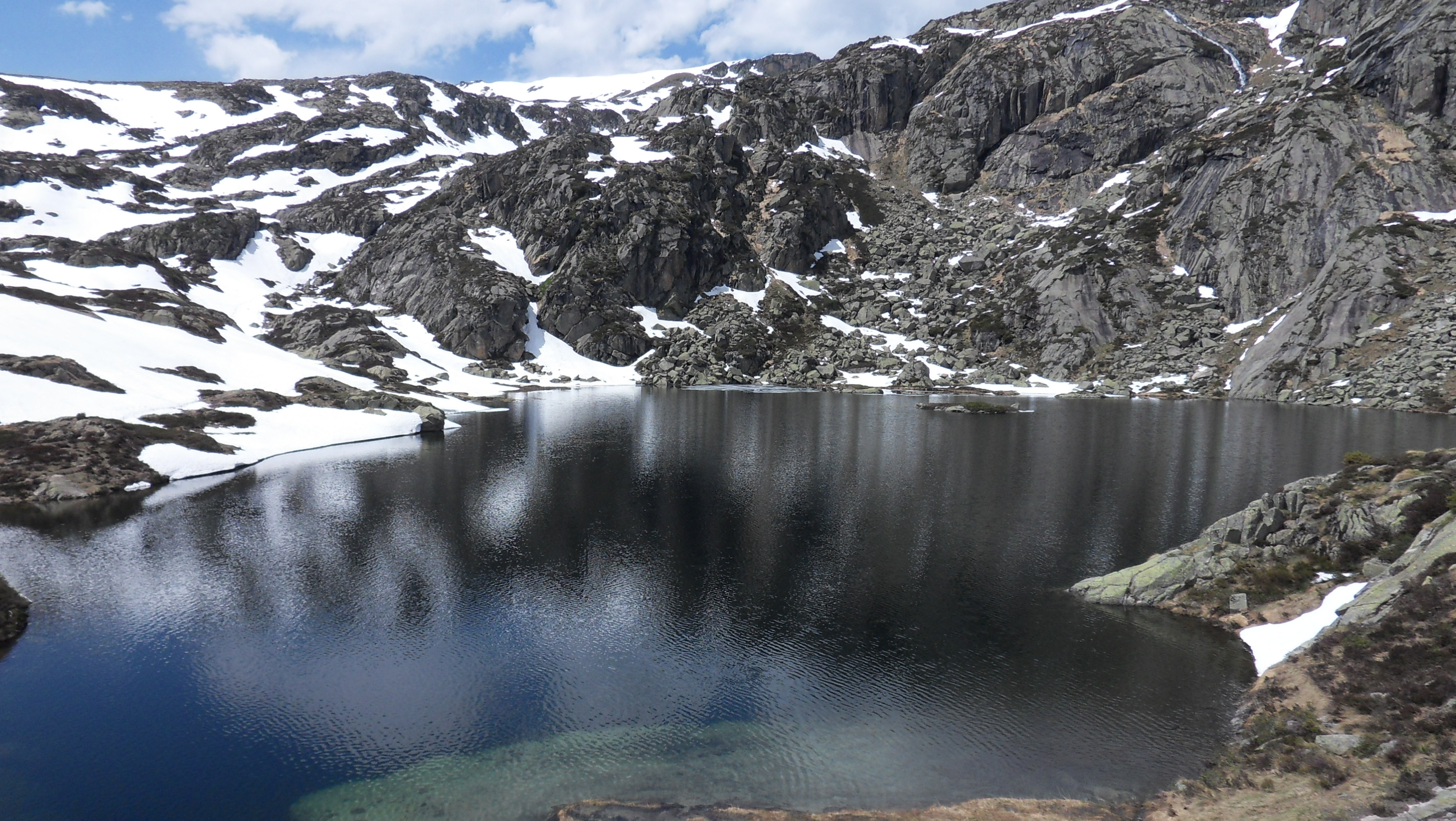
L'étang d'Arbu, sous les contreforts sud granitiques du Pic des Trois-Seigneurs

Situé entre la vallée de Vicdessos et celle de l'Arac, l'étang est situé dans le périmètre du parc naturel régional des Pyrénées ariégeoises à une altitude de 1 726 m.
L'étang se trouve au pied du versant sud granitique du pic des Trois-Seigneurs.
Il possède plusieurs petits îlots.

## Faune
Ce lac très accessible est un site prisé par les pêcheurs. On y observe truites fario, saumons des fontaines, ombles chevaliers, cristivomers et vairons.

## Voies d'accès

### Accès routier
Il convient d'mprunter la D8 à la sortie de Tarascon-sur-Ariège en direction de Vicdessos. De là, il faut prendre la D18 en direction du port de Lers. Le départ de la randonnée vers l'étang se situe à 1 400 m, dans un des derniers lacets, sur la droite de la route, avant de franchir le port de Lers. Des panneaux en bois indiquent la balade en direction du pic des Trois-Seigneurs.

### Randonnée

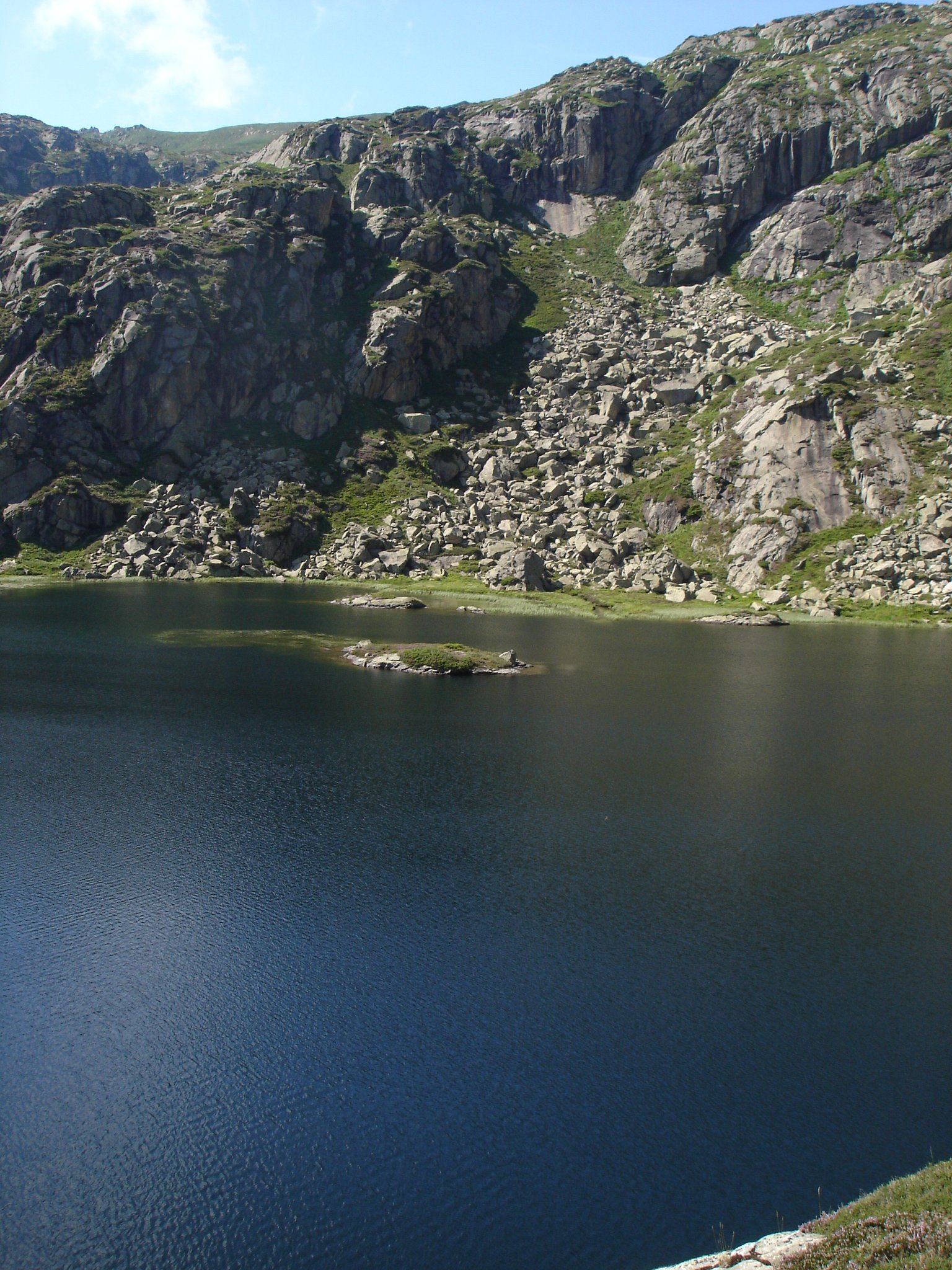
L'étang d'Arbu, vue nord
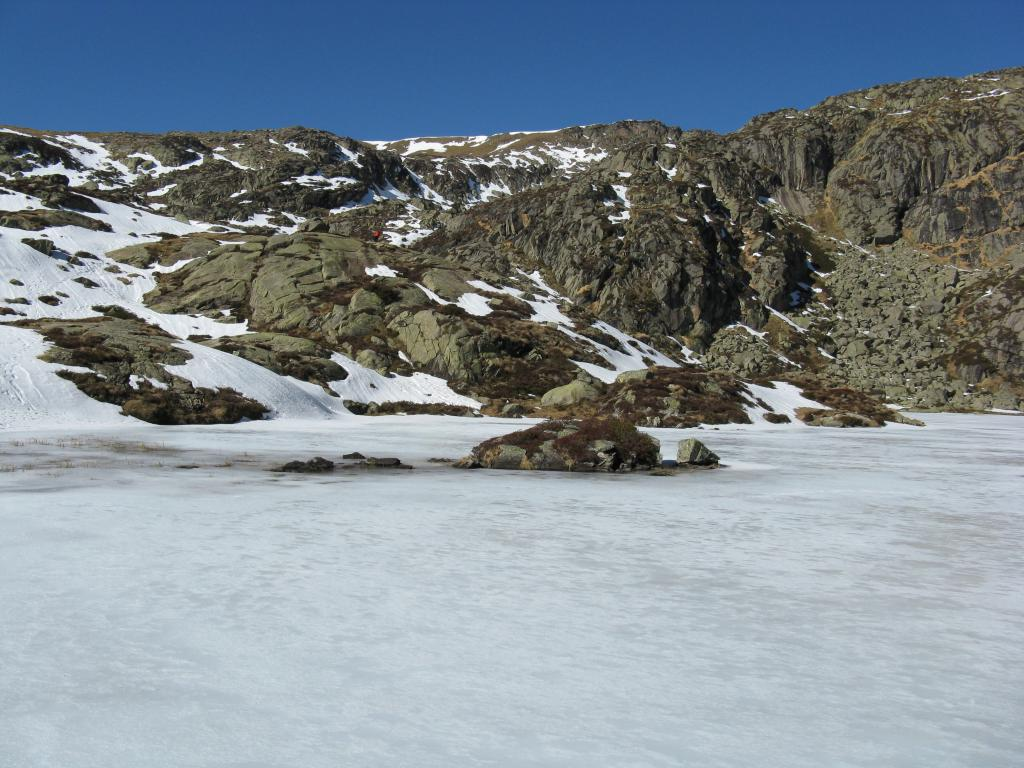
Vue sur l'étang d'Arbu gelé en hiver
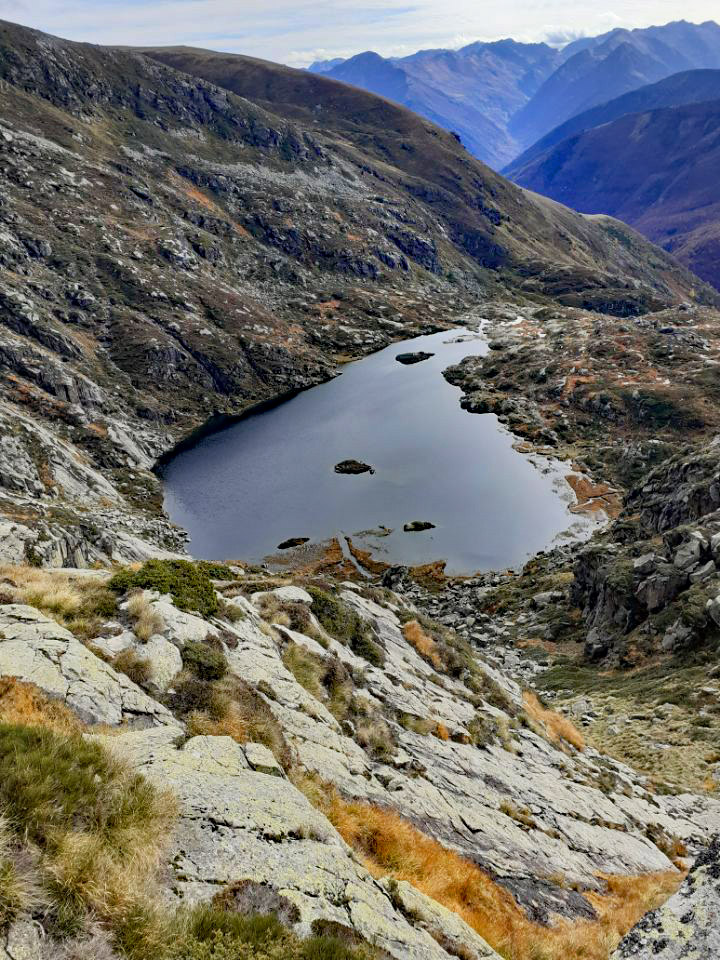
L'étang vu du Pic de Barrès

Le sentier, balisé en jaune, reste relativement horizontal pendant environ 40 minutes, puis traverse le ruisseau issu de l'étang d'Arbu sur un joli petit pont de pierre avant de prendre de la hauteur pour contourner une barre rocheuse. Quelques orris sont visibles le long du sentier qui continue en lacets pour atteindre le plat qui précède l'étang situé à 1 726 m d'altitude.
Ce site est très fréquenté en été.